# كنروي
كِنرُوي هي بلدية تقع في بلجيكا بمقاطعة لِمبُرخ، بين مَسَيك وبري.